# Google TV (servizio)
Google TV, noto precedentemente come Google Play Film e Google Play Movies nel mondo e nei paesi anglosassoni come Google Play Movies & TV, è un servizio video on demand online gestito da Google. Il servizio offre film e spettacoli televisivi per l'acquisto o il noleggio, a seconda della disponibilità. Da ottobre 2020, in occasione del lancio della nuova versione del Chromecast, l'applicazione cambia nome in Google TV.
Google afferma che la maggior parte dei contenuti è disponibile in alta definizione e un'opzione video 4K Ultra HD è stata offerta per titoli selezionati a partire da dicembre 2016.
I contenuti possono essere visionati sul sito web Google TV, anche attraverso un'estensione per il browser Google Chrome o tramite l'omonima app disponibile per dispositivi Android e iOS. Il download offline è supportato dall'app mobile e dai dispositivi Chromebook. Esistono diverse opzioni per guardare i contenuti su un televisore.

## Caratteristiche
Google TV offre film e spettacoli televisivi per l'acquisto o il noleggio, a seconda della disponibilità. I prodotti noleggiati hanno una scadenza, visibile nella relativa pagina dettagli.
Gli utenti possono anche prenotare determinati contenuti per riceverli automaticamente sull'app al momento dell'uscita.
L'azienda afferma che la maggior parte della propria offerta è disponibile in alta definizione (HD) nelle risoluzioni 720p e 1080p. Nel dicembre 2016 l'azienda ha aggiunto un'opzione video 4K Ultra HD per determinati titoli e ha iniziato a offrire contenuti in qualità 4K HDR negli Stati Uniti e in Canada a luglio 2017.

## Piattaforme
Sui computer, i contenuti possono essere guardati sulla sezione dedicata ai film del sito web di Google Play o tramite l'estensione per browser web Google Chrome di Google TV.
Su smartphone e tablet con sistemi operativi per dispositivi mobili Android o iOS, i contenuti possono essere guardati nell'app mobile Google Play Film.
Il download e la visualizzazione offline sono supportati sui dispositivi Chromebook tramite l'estensione Chrome e su Android e iOS tramite l'app mobile. I computer con sistemi operativi Microsoft Windows e macOS non possono scaricare contenuti.
Per visualizzare i contenuti su un televisore, gli utenti possono collegare il proprio computer a un televisore con un cavo HDMI, utilizzare l'app Google Play Film disponibile per alcuni smart TV di LG e Samsung e dispositivi Roku, eseguire lo streaming di contenuti tramite chiavetta Chromecast o tramite Android TV.

## Disponibilità geografica
I film su Google Play sono disponibili in oltre 110 paesi, quali: Albania, Angola, Antigua e Barbuda, Arabia Saudita, Argentina, Armenia, Aruba, Australia, Austria, Azerbaigian, Bahrein, Belgio, Belize, Benin, Bielorussia, Bolivia, Bosnia ed Erzegovina, Botswana, Brasile, Burkina Faso, Cambogia, Canada, Capo Verde, Cile, Cipro, Colombia, Corea del Sud, Costa d'Avorio, Costa Rica, Croazia, Danimarca, Ecuador, Egitto, El Salvador, Emirati Arabi Uniti, Estonia, Figi, Filippine, Finlandia, Francia, Gabon, Germania, Giamaica, Giappone, Giordania, Grecia, Guatemala, Haiti, Honduras, Hong Kong, India, Indonesia, Irlanda, Islanda, Italia, Kazakistan, Kirghizistan, Kuwait, Lettonia, Libano, Lituania, Lussemburgo, Macedonia, Malaysia, Mali, Malta, Mauritius, Messico, Moldavia, Namibia, Nepal, Nicaragua, Niger, Norvegia, Nuova Zelanda, Oman, Paesi Bassi, Panamá, Papua Nuova Guinea, Paraguay, Perù, Polonia, Portogallo, Qatar, Regno Unito, Repubblica Ceca, Repubblica Dominicana, Repubblica Popolare Democratica del Laos, Ruanda, Russia, Senegal, Singapore, Slovacchia, Slovenia, Spagna, Sri Lanka, Stati Uniti, Sudafrica, Svezia, Svizzera, Tagikistan, Tailandia, Taiwan, Tanzania, Togo, Trinidad e Tobago, Turchia, Turkmenistan, Ucraina, Uganda, Ungheria, Uruguay, Uzbekistan, Venezuela, Vietnam, Zambia, Zimbabwe.
Le serie TV su Google Play sono disponibili solo in Australia, Austria, Canada, Francia, Germania, Giappone, Regno Unito, Stati Uniti, Svizzera.

## Annotazioni
1. ↑  Prima del cambio di nome in Google TV, sul sito web di Google e sullo store di Google era denominato Google Play Movies o Google Play Film (a seconda della lingua impostata), nell'app per Android era denominato Google Play Film (con Android impostato sulla lingua italiana), mentre nell'app per iOS era denominato Google Play Movies & TV.